# Grande Prêmio da Grã-Bretanha de Motovelocidade de 2007
O Grande Prêmio do Reino Unido de 2007 foi a oitava etapa do mundial de MotoGP de 2007. Aconteceu no final de semana de 22 a 24 de Junho nos 4.023 km de Donington Park.

## MotoGP
| Pos | #  | Piloto           | Equipe   | Voltas | Tempo/Diferença | Grid | Pontos |
| --- | -- | ---------------- | -------- | ------ | --------------- | ---- | ------ |
| 1   | 27 | Casey Stoner     | Ducati   | 30     | 43:16.907       | 5    | 25     |
| 2   | 5  | Colin Edwards    | Yamaha   | 30     | +11.768         | 1    | 20     |
| 3   | 71 | Chris Vermeulen  | Suzuki   | 30     | +15.678         | 12   | 16     |
| 4   | 46 | Valentino Rossi  | Yamaha   | 30     | +21.827         | 2    | 13     |
| 5   | 21 | John Hopkins     | Suzuki   | 30     | +35.518         | 6    | 11     |
| 6   | 14 | Randy de Puniet  | Kawasaki | 30     | +36.474         | 8    | 10     |
| 7   | 4  | Alex Barros      | Ducati   | 30     | +38.094         | 15   | 9      |
| 8   | 26 | Dani Pedrosa     | Honda    | 30     | +38.992         | 3    | 8      |
| 9   | 66 | Alex Hofmann     | Ducati   | 30     | +39.239         | 14   | 7      |
| 10  | 33 | Marco Melandri   | Honda    | 30     | +1:01.526       | 9    | 6      |
| 11  | 13 | Anthony West     | Kawasaki | 30     | +1:06.486       | 17   | 5      |
| 12  | 24 | Toni Elías       | Honda    | 30     | +1:34.074       | 10   | 4      |
| 13  | 80 | Kurtis Roberts   | KR212V   | 29     | +1 volta        | 19   | 3      |
| 14  | 56 | Shinya Nakano    | Honda    | 29     | +1 volta        | 11   | 2      |
| 15  | 6  | Makoto Tamada    | Yamaha   | 28     | +2 voltas       | 18   | 1      |
| 16  | 50 | Sylvain Guintoli | Yamaha   | 28     | +2 voltas       | 16   |        |
| 17  | 1  | Nicky Hayden     | Honda    | 26     | +4 voltas       | 4    |        |
| Ret | 65 | Loris Capirossi  | Ducati   | 24     | Abandono        | 13   |        |
| Ret | 7  | Carlos Checa     | Honda    | 4      | Acidente        | 7    |        |